# Biserica Sfântul Nicolae din Câinenii Mici
Biserica Sfântul Nicolae din Câinenii Mici este un monument istoric aflat pe teritoriul satului Câinenii Mici, comuna Câineni. În Repertoriul Arheologic Național, monumentul apare cu codul 169128.01.
Biserica-monument Sf. Nicolae este una dintre sunt singurele biserici din Muntenia construite și pictate după modelul celor moldovenești. Pisadia din tinda bisericii arata anul ridicarii acestui monument, 1733 prin grija si cheltuiala jupanului Necolae Petru:”…, la 2 august 1733, “în zilele lui Grigore Ghica Voevod s-a isprăvit”. Biserica are un plan dreptunghiular format din : pridvor, pronaos, naos si altar. Are turla pe pronaos, iar pridvorul are 6 stalpi. Biserica are pictura exterioara realizata in 1846, pe toata suprafata bisericii.Pe frontonul fatadei de vest, biserica are pictura cu icoana de hram a bisericii. Exista doua registre de pictura, registrul de sus mai mic sub forma de medalioane, registrul de jos mai mare, sub forma unor firide arcuite in partea de sus. Cele doua registre sunt despartite de doua siruri de caramida zimtata. Picturile cuprind : prooroci, filozofi, mucenici.  Zugrăvelile interioare au fost făcute de către “Ioniță zugrav” care le-a terminat în anul 1758. Zugrăvelile exterioare au fost făcute în anul 1846 cu cheltuiala lui Neagoe Moțoc și a soției acestuia, Sanziana, care sunt zugrăviți pe zidul exterior din partea de sud a lăcașului. În anul 1976 biserica a fost reparată cu ajutorul enoriașilor. DESCRIERE. Biserica este de tip dreptunghiular, cu absida poligonală ușor decroșată și pridvor deschis cu arcade în arc frânt și coloane rotunde. Deasupra pronaosului se ridică o clopotniță octogonală, cu baza pătrată, a cărei intrare se face din pronaos, printr-o scară de lemn. Naosul și pronaosul sunt acoperite cu calote pe arce și console; pridvorul este acoperit cu o calotă centrală și două bolți laterale lunguiețe, separate de calotă printr-un arc dublou. Pronaosul și naosul sunt despărțite printr-un zid plin străpuns de o deschidere centrală și de două ferestre laterale. Decorația exterioară este alcătuită dintr-un brâu format de un tor cuprins între două rânduri de zimți, și, dintr-un rând de firide alungite cu arc în acoladă, la registru inferior. La ușă și ferestre sunt ancadramente de piatră sculptate cu motive vegetale.  Pictura interioară este originară, retușată puțin pe alocuri, și datează din 1758, fiind semnată în proscomidie de zugravii: Hristea ereu, Gherghe ereu, Magdalina erita. Pictura exterioară din 1846, a fost facută de zugravii Ioniță și Pătru, semnați pe un stâlp din pridvor. Pictura este specifică lăcașurilor de cult ctitorite de vătafi de plai și mici boieri. În registrul inferior, pe fațada de sud este un panou mare cu ctitorii picturii exterioare din 1846: Neagoe Moțoc și soția Sînziana, împreună cu cei doi fii ai lor. Pictura exterioară se desfășoară pe un singur registru și cuprinde numai sfinți mucenici, în straie de curteni. Pe fațada de vest a pridvorului este icoana de hram, Sf. Nicolae, încadrat de 4 sfinți militari călări. Iconografia interiorului este ilustrată în respectul față de tradiție al ctitorilor și zugravilor cu teme precum marile sărbători: Intrarea în Ierusalim, Învierea, Adormirea Maicii Domnului etc. Iconografia pridvorului cuprinde teme precum: Judecata de Apoi, Pilda bunului samaritean etc.  În restul registrului inferior sunt șiruri de sfinți care alternează cu buchete mari de flori. În registrul superior sunt pictați prooroci, spații intermediare bogat decorate cu buchete mici de flori, grupuri de câte 3 pomi